# 풋볼매거진 골!
《풋볼매거진 골!》은 K리그 등의 국내 축구와 프리미어리그 등의 해외 축구를 다루는 축구 전문 프로그램이다. 2011년 3월 24일 첫방송을 시작하여 시즌 3까지 방송되었다.

## 출연자

### MC
- 배성재
- 주시은

### 패널
- 박문성
- 장지현

### 역대 출연자
- 김민지
- 장예원
- 박선영
- 김동완
- 김일중
- 조정식
- 김윤상
- 김선재
- 정이수 리포터

## 코너 구성

### 현재 코너
- 주바페가 간다 - 축구경기 현장이나 구단 클럽하우스를 방문하여 생생한 모습을 전달한다. 주시은 아나운서 단독으로 진행한다.
- 타임아웃 - K리그 각 라운드 빅매치 두 경기를 선정, 경기들을 집중분석하고 다음 라운드 승부 예측을 한다. 배성재, 그리고 장지현, 박문성 두 해설위원이 격주로 번갈아가면서 함께 진행한다.
- 풋매골 인터뷰 - 다큐멘터리 형식으로 축구인들의 인터뷰,일상 등을 공개한다.
- 뚠뚠TV - 한주간의 축구 관련 이슈를 다루는 코너로 인터넷 방송 형식으로 진행된다. 배성재, 주시은 아나운서가 진행한다.

### 과거 코너
팬스테이지, 슈팅스타 K, 주간 축톡, 호시탐탐, 위클리 풋볼, 축구 사용설명서, 무회전 프리톡, 풋매골 LIVE, 풋볼 크레이지, 해알남 등

## 일부지역 자체방송
- JTV - 테마스페셜
- kbc - 닥터365,화첩기행
- ubc, TBC - 토크콘서트 화통
- TBC - 고택음악회(월 1회)

G1, TJB, CJB, KNN, JIBS는 자체방송 없이 풋볼매거진 골!을 방송한다.

## 스포츠 경쟁 프로그램
- 비바! K리그 (KBS 2TV)
- 축구夜 놀자, 오! K리그 (TV 조선)